# Брайант, Джойс
Джойс Брайант (англ. Joyce Bryant, 14 октября 1927, Окленд, Калифорния — 20 ноября 2022, Ньюпорт-Бич, Калифорния) — американская певица, танцовщица и активистка за гражданские права, добившаяся известности в конце 1940-х — начале 1950-х годов как артистка театров и ночных клубов. Со своими фирменными серебристыми волосами и облегающими платьями она стала одним из первых афроамериканских секс-символов, получив такие прозвища, как «Бронзовая блондинка-бомба», «Чёрная Мэрилин Монро» и «Голос, который ты будешь помнить всегда».
Брайант покинула индустрию в 1955 году на пике своей популярности, чтобы посвятить себя Церкви адвентистов седьмого дня. Десять лет спустя она вернулась в шоу-бизнес в качестве классической вокалистки, а позже стала преподавателем по вокалу.

## Ранние годы
Джойс Брайант, третья из восьми детей в семье, родилась в Окленде, Калифорния, и выросла в Сан-Франциско. Её отец, Уитфилд У. Брайант (1904—1993), работал шеф-поваром на Южно-Тихоокеанской железной дороге. Её мать, Дорти Констанс Уизерс (1907—1995), была набожной адвентисткой седьмого дня. Её дед по материнской линии, Фрэнк Уизерс (урождённый Фрэнк Дуглас Уизерс; 1880—1952), был одним из первых джазовых тромбонистов. Брайант, тихий ребёнок, выросший в строгой семье, мечтала стать учителем социологии.
Брайант сбежала с возлюбленным в 14 лет, но пара рассталась тем же вечером. В 1946 году, навещая кузенов в Лос-Анджелесе, она согласилась принять участие в импровизированном пении в местном клубе. «Через некоторое время, — рассказала Брайант в интервью Jet в 1955 году, — я обнаружила, что была единственной, кто пел. Через несколько минут владелец клуба предложил мне 25 долларов за выход на сцену, и я согласилась, потому что мне [нужны были деньги], чтобы добраться домой».

## Карьера

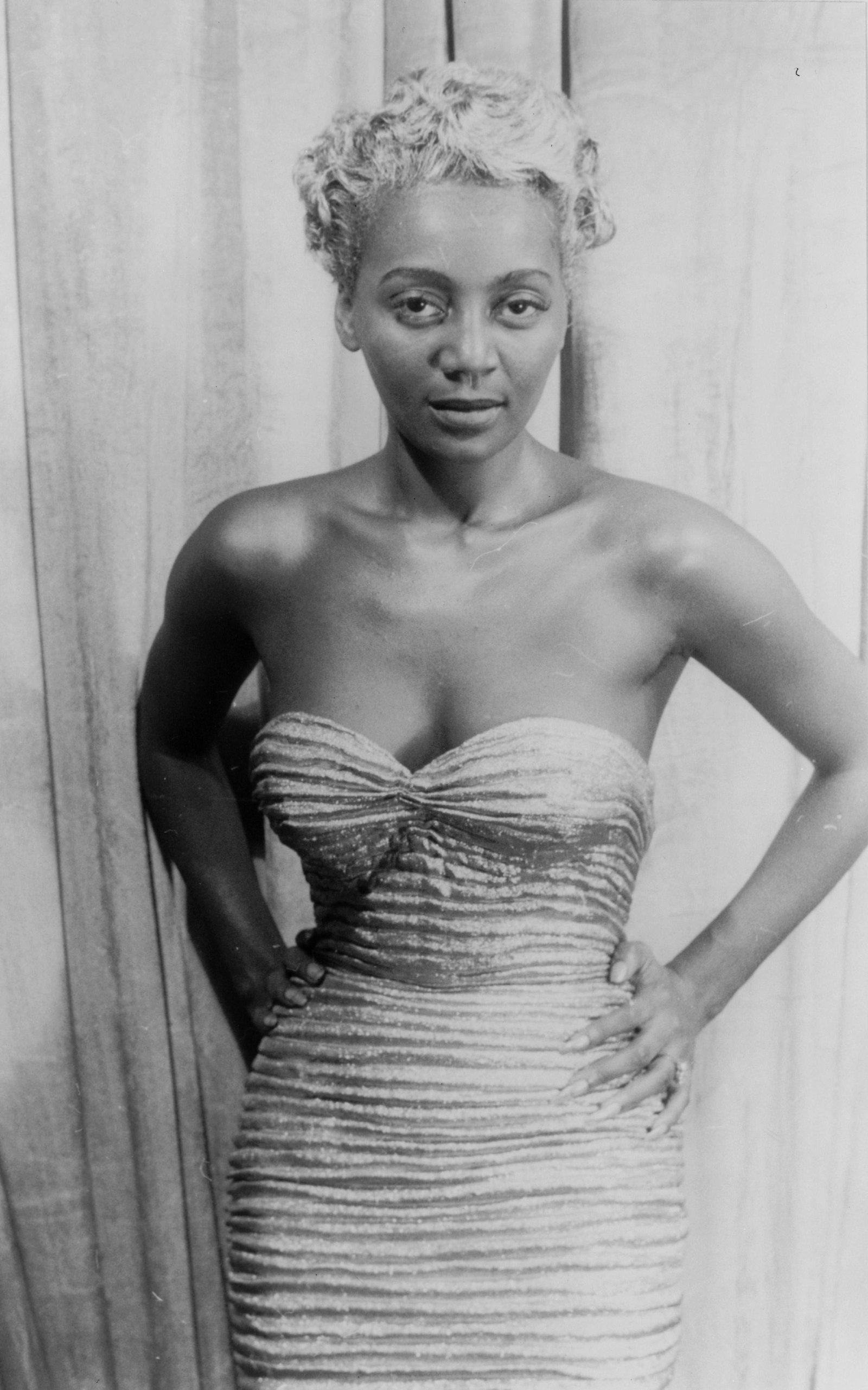
Джойс Брайант, ок. 1953 года

В конце 1940-х годов Брайант давала ряд регулярных концертов: от выступлений за 400 долларов в неделю в нью-йоркском ночном клубе La Martinique до тура из 118 представлений по отелям в горах Кэтскилл. Её репутация и авторитет в конечном итоге выросли до такого уровня, что однажды вечером она появилась в одной программе с Жозефиной Бейкер. Не желая отставать от сцены, Брайант покрасила волосы в серебристый цвет с помощью радиаторной краски и выступила в облегающем серебряном платье и серебряной норке до пола. Брайант вспоминала, когда она вышла на сцену: «Я заставила всех замереть!» Серебристые волосы Брайант и обтягивающие платья с открытой спиной, открытые декольте, стали её визитной карточкой и в сочетании с четырёхоктавным голосом ещё больше подняли её статус до одной из главных звёзд-хедлайнеров начала 1950-х годов, к этому времени она стала известный под такими прозвищами, как «Бронзовая блондинка-бомба», «Чёрная Мэрилин Монро», и «Голос, который вы всегда будете помнить». Этта Джеймс отметила в своей автобиографии 2003 года «Ярость, чтобы выжить: история Этты Джеймс»: «Я не хотела выглядеть невинной. Я хотела выглядеть как Джойс Брайант. […] Я нашла её. Я думала, что Джойс была бесстрашной и Я скопировала её стиль — дерзкий и независимый».
Начиная с 1952 года Брайант выпустила для Okeh серию пластинок, в том числе «A Shoulder to Weep On», «After You’ve Gone» и «Farewell to Love». Два из её самых известных хитов, «Love for Sale» и «Drunk with Love», были запрещены к трансляции по радио из-за их провокационных текстов. После выпуска «Runnin’ Wild» два года спустя Jet отметил, что эта песня была «первой песней Брайант, пропущенной радиоцензорами CBS и NBC, которые запретили три предыдущие записи как слишком сексуальные». В 1980 году Брайант заметила: «Какая ирония, что моим самым большим хитом стала „Love for Sale“. Его запретили в Бостоне, а позже… практически везде».
Брайант, которая часто сталкивалась с дискриминацией и откровенно высказывалась по вопросам расового неравенства, стала в 1952 году первой чернокожей артисткой, выступившей в отеле в Майами-Бич, игнорируя угрозы со стороны Ку-клукс-клана, члены которого сожгли её чучело.
Брайант критиковала практику выставления счетов на расовой почве в ночных клубах и отелях и выступала за артистов как группу для борьбы с законами Джима Кроу.
В 1954 году она стала одной из первых чернокожих певиц, выступивших в Casino Royal в Вашингтоне, округ Колумбия, где, по её словам, она так много слышала о практикуемой там сегрегации, что была удивлена, увидев так много афроамериканцев в центральном клубе города. «Было очень волнительно, — сказала она, — видеть, как они вошли и встретили такое вежливое обращение со стороны руководства».
В журнале Life в 1953 году Брайант была изображена в провокационных позах, которые, по словам историка кино и писателя Дональда Богла, были «такими, которые читатели редко видели у белых богинь». В следующем году Брайант вместе с Линой Хорн, Хильдой Симмс, Эртой Китт и Дороти Дэндридж была названа в выпуске журнала Ebony одной из пяти самых красивых чернокожих женщин в мире.

## Уход из шоу-бизнеса и возвращение
В начале 1950-х годов Брайант зарабатывала до 3500 долларов за выступление, но ей надоела эта индустрия. Серебряная краска повредила её волосы, ей не нравилось работать в субботу, и ей было не по себе со своим имиджем. «Религия всегда была частью меня», — сказала она. «И это был очень греховный поступок — быть очень сексуальной в обтягивающих платьях с глубоким вырезом». Она также вспоминала: «У меня было очень больное горло, и я давала восемь выступлений в день […] На помощь был вызван врач, и он сказал: „Я могу опрыскать тебе горло кокаином, и это решит проблему, но ты станешь зависимой“. Потом я услышал, как мой менеджер сказал: „Мне плевать, что ты делаешь, просто заставь её петь!“» Кроме того, Брайант ненавидела мужчин, зачастую это были гангстеры, которые часто посещали клубы, в которых она работала. Однажды её избили в гримёрке после того, как она отвергла ухаживания мужчины. Её разочарование в наркоторговле и гангстерских субкультурах в сочетании с давлением со стороны руководства заставило Брайант прекратить выступления в конце 1955 года.
Посвятив себя Церкви адвентистов седьмого дня, Брайант поступила в Оквуд-колледж в Хантсвилле, штат Алабама. В майском выпуске 1956 года журнал Ebony опубликовал тематическую статью под названием «Новый мир Джойс Брайант: бывшая певица кафе отказывается от карьеры с доходом в 200 000 долларов в год, чтобы научиться служить Богу». Путешествуя в течение многих лет по Югу, Брайант разозлилась, когда увидела, что больницы отказывали в помощи тем, кто находится в критической ситуации, потому что они были чернокожими. В результате она организовала сбор средств для чернокожих на покупку еды, одежды и лекарств и продолжала давать концерты — со своими натуральными чёрными волосами и без макияжа — чтобы собрать деньги для своей церкви.
Брайант часто встречалась с Мартином Лютером Кингом-младшим — поклонником её пения — чтобы поддержать его усилия по обеспечению элементарных материальных благ чернокожим. Брайант считала, что борьба за гражданские права — это борьба за всех людей, которые верят в Бога, но когда она выступила в отношении своей церкви, прося её выступить против дискриминации, церковь отказалась, аргументируя это тем, что «но это земные дела и таким образом, не имеет никакого духовного значения».
Разочарованная, Брайант вернулась к развлечениям в 1960-х годах и занималась у преподавателя вокала Фредерика Вилкерсона в Университете Говарда, что привело к тому, что она получила контракт с Нью-Йоркской городской оперой. Она также гастролировала по всему миру с труппами итальянской, французской и Венской оперы. Она вернулась к джазовому исполнению в 1980-х годах и начала карьеру преподавателя вокала с такими клиентами, как Дженнифер Холлидей, Филлис Хаймэн и Ракель Уэлч. В работе находится документальный фильм под названием «Джойс Брайант: Пропавшая дива» (англ. Joyce Bryant: The Lost Diva).

## Личная жизнь и смерть
Брайант умерла от осложнений, вызванных болезнью Альцгеймера, в Лос-Анджелесе 20 ноября 2022 года в возрасте 95 лет.